# Główna Służba Wywiadu i Bezpieczeństwa
Główna Służba Wywiadu i Bezpieczeństwa (nid. Algemene Inlichtingen- en Veiligheidsdienst, AIVD) – agencja wywiadu i bezpieczeństwa Królestwa Niderlandów. Prowadzi działania na terenie kraju i poza granicami państwa w celu ochrony bezpieczeństwa narodowego.

## Historia i geneza
Poprzednikiem AIVD była instytucja działająca w latach 1945–1947 pod nazwą Biuro Bezpieczeństwa Narodowego (BNV), którą później nazwano Binnenlandse Veiligheidsdienst (BVD). Natomiast do pozyskiwania danych poza granicami kraju ustanowiono Służbę Wywiadu Zagranicznego (BID), którą następnie przemianowano na Inlichtingendienst Buitenland (IDB). W 1994 roku Służba Wywiadu Zagranicznego została rozwiązana ze względu na problemy wewnętrzne. Zadania wywiadu zagranicznego zostały przekazane do BVD, która od tej pory została przekształcona w połączone służby wywiadu i bezpieczeństwa, dlatego też jej nazwę zmieniono 29 maja 2002 roku na Główną Służbę Wywiadu i Bezpieczeństwa (Algemene Inlichtingen- en Veiligheidsdienst, AIVD). Oryginalna nazwa jest również tłumaczona na język polski jako Generalna Służba Wywiadu i Bezpieczeństwa albo Służba Wywiadu Ogólnego i Bezpieczeństwa.

## Regulacje dotyczące działalności AIVD
Działalność AIVD jest regulowana ustawą z 2017 roku o służbach wywiadowczych i bezpieczeństwa, która weszła w życie 1 maja 2018 roku.
Zasady funkcjonowania AIVD dotyczą przede wszystkim przejrzystości działania i publicznej odpowiedzialności za podejmowane działania, co wynika z Europejskiej konwencji praw człowieka, która przed pracą służb wywiadowczych stawia wymagania dotyczące jasności, przewidywalności i dostępności dla opinii publicznej.
AIVD może korzystać ze specjalnych uprawnień dochodzeniowych tylko i wyłącznie wtedy, gdy jest to niezbędne do wykonania jej obowiązków. Uprawnienia dochodzeniowe nie mogą być wykorzystywane w przypadku prowadzenia kontroli bezpieczeństwa i ochrony kluczowych sektorów. AIVD nie może podejmować działań poważnie naruszających osobistą prywatność bez uprzedniej zgody właściwego ministra i wiążącej decyzji komisji rewizyjnej.

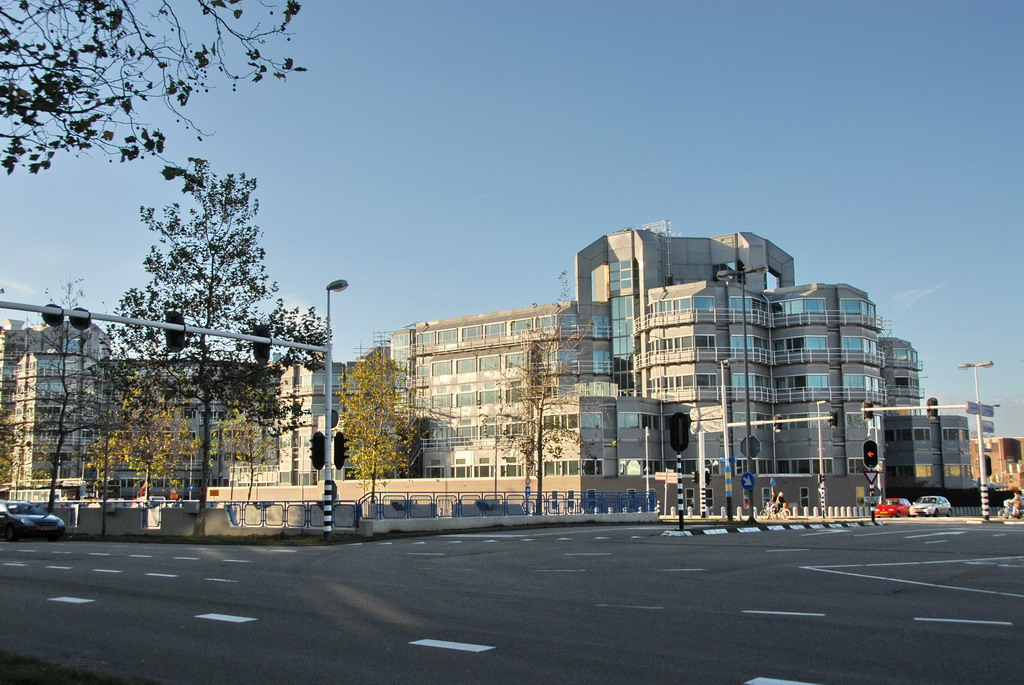
Siedziba AIVD w Zoetermeer

## Struktura
AIVD podlega Ministerstwu Spraw Wewnętrznych i Stosunków Królestwa Niderlandów.
W skład struktury AIVD wchodzi szef służby, czyli dyrektor generalny. Następnie dyrektorowi generalnemu podlega personel centralny oraz trzy dyrektoriaty:
Dyrektoriat Wywiadu
- biura geograficzne i tematyczne[6].

Dyrektoriat Operacji
- rozpoznanie osobowe,

- techniczne wsparcie operacyjne,
- Holenderskie Narodowe Biuro Bezpieczeństwa Łączności (NBV),
- Wspólna Jednostka ds. Cyberprzestępców (JSCU)[6].

Dyrektoriat Kontroli Bezpieczeństwa i Administracji Biznesowej
- kontrole bezpieczeństwa,
- technologie informacyjno-komunikacyjne,
- zarządzanie służbą[6].

Obecnie dyrektorem generalnym AIVD jest Erik Akerboom. Zastępcą dyrektora generalnego jest Simone Smit.

## Zadania
Nadrzędnym zadaniem AIVD jest prowadzenie działań w celu uczynienia Królestwa Niderlandów bezpieczniejszym miejscem.
Do zadań AIVD należy:
- monitorowanie aktywności specyficznych osób i grup ludzi, takich jak ekstremistyczni politycy i ekstremiści religijni,
- pozyskiwanie danych wywiadowczych od zagranicznych i krajowych służb wywiadowczych,
- sprawdzanie przeszłości osób zatrudnianych na stanowiskach zaufania publicznego, w szczególności urzędników państwowych zatrudnionych na wyższych stanowiskach oraz osób zajmujących wysokie stanowiska w przemyśle, zwłaszcza w bankach, jak i członków parlamentarnych komisji nadzoru,
- badanie incydentów związanych z działaniem terrorystów, takim jak podkładanie bomb i innymi zagrożeniami terrorystycznymi,
- doradztwo i ostrzeganie przed zagrożeniami bezpieczeństwa narodowego oraz doradztwo w zakresie ochrony urzędników państwowych i rządu,
- doradztwo w zakresie bezpieczeństwa komunikacji urzędników państwowych,
- tworzenie analiz ryzyka i zagrożenia,
- raportowanie danych przetwarzanych przez służbę na temat wskazanych osób lub organów na polecenie wyższych organów[7].

## Wybrane obszary zainteresowania
Obszary zainteresowania AIVD obejmują m.in.:
- terroryzm, radykalizm i fundamentalizm islamski,
- ekstremizm prawicowy i lewicowy,
- tajna ingerencja obcych państw (zwłaszcza Rosji, ChRL, Iranu),
- proliferacja broni masowego rażenia,
- obcy wywiad (służby wywiadowcze Rosji, ChRL, Iranu),
- promowanie bezpieczeństwa poprzez krajowy system bezpieczeństwa i ochrony, kontrolę bezpieczeństwa, ocenę produktów bezpieczeństwa informacji[8][9].

## Metody działania
W celu pozyskiwania i gromadzenia danych wywiadowczych AIVD stosuje następujące metody:
- obserwacja i nadzór[1],
- gromadzenie informacji za pomocą zasobów ludzkich[8],
- śledzenie ludzi[10],
- włamywanie się i infiltrowanie komputerów[1],
- podsłuch telefoniczny i internetowy[1],
- przechwytywanie danych i prowadzenie analizy niekierunkowej komunikacji[1],
- analiza i badanie wiadomości (w celu wychwycenia informacji z wzorca komunikacji)[1],
- tajne operacje (niemożliwe do sprecyzowania, jakie dokładnie, ze wglądu na klauzule tajności)[1].

## Rola AIVD w bezpieczeństwie narodowym
Przede wszystkim działalność AIVD polega na analizowaniu sytuacji z perspektyw obrony interesu narodowego, wykrywaniu źródeł zagrożenia, jak i samego pochodzenia zagrożenia, a także elementów sprawiających, że podmiot bezpieczeństwa lub lokalizacja są wrażliwe na zagrożenie, jak również sposobów wybierania celów przez potencjalnego wroga.
AIVD odpowiada za badanie źródeł ryzyka i zagrożenia dla bezpieczeństwa narodowego, może więc korzystać z uprawnień dochodzeniowych, dysponując przy tym wiedzą specjalistyczną z tego zakresu. Ponadto ma dostęp do informacji ułatwiających czynności dochodzeniowe, co nie jest jednak równoznaczne z prowadzeniem czynności dochodzeniowych w sprawach dotyczących przestępstw.
Rolą AIVD w ramach bezpieczeństwa narodowego jest identyfikacja zagrożeń oraz prowadzenie doradztwa dla urzędników publicznych i decydentów na szczeblach krajowym i regionalnym (wskazywanie, w jaki sposób mogą prowadzić działania na podstawie przedstawionych informacji, aby opracować strategię mającą na celu przeciwdziałanie konkretnym zagrożeniom).

## Kontrola i nadzór
Politycznym zarządzaniem AIVD zajmuje się Rada Służb Bezpieczeństwa i Wywiadu (RVI). Jest to podrada Rady Ministrów, w której posiedzeniach biorą udział wybrani ministrowie, konsultując się w zakresie działalności AIVD i MIVD:
- Minister Spraw Ogólnych (przewodniczący),
- Minister Spraw Wewnętrznych i Stosunków Królestwa,
- Minister Obrony,
- Minister Spraw Zagranicznych,
- Minister Sprawiedliwości i Bezpieczeństwa[12].

Zarządzanie odbywa się za pomocą „Zintegrowanych instrukcji dla służb wywiadowczych i bezpieczeństwa” (GA). Jest to tajny dokument państwowy, opracowywany w porozumieniu z AIVD i MIVD, w którym RVI co cztery lata określa, jakie są potrzeby wywiadowcze różnych zaangażowanych ministerstw i jakie powinny być priorytety tych służb. Następnie AIVD na podstawie GA sporządza plan roczny.
Holenderski parlament nadzoruje AIVD za pośrednictwem Komisji ds. Służb Wywiadu i Bezpieczeństwa (CIVD). Tylko liderzy grup partii politycznych mogą dołączyć do tego komitetu. CIVD podlega Izbie Reprezentantów.
Istnieje również Komisja Nadzoru ds. Służb Wywiadu i Bezpieczeństwa (CTIVD). Została ona ustanowiona na mocy ustawy o służbach wywiadowczych i bezpieczeństwa (WIV), a jej członkowie są mianowani przez Izbę Reprezentantów. CTIVD nadzoruje wdrażanie WIV i ustawy o dochodzeniach dotyczących bezpieczeństwa (WVO) z mocą wsteczną i ma w tym zakresie daleko idące uprawnienia.

## Współpraca
AIVD w szczególności współpracuje z regionalnymi jednostkami wywiadowczymi policji i może wysyłać skierowane do nich prośby dotyczące zbierania informacji wywiadowczych o szczególnym znaczeniu. Współpracuje również z władzami lokalnymi w celu przeciwdziałania fundamentalizmowi islamskiemu. AIVD współpracuje ze Służbą Wywiadu Obronnego i Bezpieczeństwa (MIVD).
AIVD prowadzi również działania poza granicami kraju w ramach współpracy z innymi państwami, jednak informacje, z którymi dokładnie służbami i którymi państwami, nie są publicznie dostępne.
Informacje operacyjne zebrane przez AIVD są wymieniane ze służbami innych państw w celu opracowywania rozwiązań podnoszących bezpieczeństwo narodowe.